# راتکو دویکوویچ
راتکو دویکوویچ (بوسنیایی: Ratko Dujković؛ زادهٔ ۱۶ مارس ۱۹۸۳) بازیکن فوتبال اهل بوسنی و هرزگوین است.
از باشگاه‌هایی که در آن بازی کرده است می‌توان به باشگاه فوتبال اسلاویا سارایوو، باشگاه فوتبال زرینسکی موستار، و باشگاه فوتبال سایپا اشاره کرد.